# Guy Padgett
Guy V. Padgett III (sinh năm 1977) là một cựu chính khách thành phố người Mỹ đến từ Wyoming. Thành viên Hội đồng Thành phố Casper, Wyoming từ 2003 đến 2009, ông là thị trưởng của Casper từ năm 2005 đến 2006. Ông là một đảng viên Dân chủ.
Ông công khai đồng tính khi còn trong hội đồng thành phố năm 2003, trở thành quan chức được bầu chọn đồng tính công khai đầu tiên của tiểu bang. Mặc dù nổi tiếng về sự bảo thủ chính trị của Wyoming và vụ sát hại Casper bản địa Matthew Shepard ở gần đó vào năm 1998, Padgett đã được hội đồng nhất trí bầu vào năm 2005. Ông được báo cáo rất thích sự ủng hộ của các thành viên đảng Cộng hòa nổi tiếng như Alan K. Simpson. Ngoài ra, ông ở tuổi 27, thị trưởng trẻ nhất của Casper.
Ông được bầu lại vào hội đồng thành phố năm 2006; ông đã từ chức vào ngày 30 tháng 6 năm 2009, sau khi được nhận vào chương trình thạc sĩ tại Trường Nghiên cứu Quốc tế Josef Korbel của Đại học Denver. Việc từ chức của ông chỉ còn lại một quan chức được bầu đồng tính công khai ở Wyoming: đại diện bang Cathy Connolly (D–Laramie).